# ВЕС Тимен
ВЕС Tymien — вітрова електростанція у Польщі в Західнопоморському воєводстві.
Майданчик для станції обрали на схід від балтійського порту Колобжег. Будівництво станції розпочали у 2005-му, а за рік тут ввели в експлуатацію 25 вітрових турбін данської компанії Vestas типу V80/2000 з одиничною потужністю 2 МВт. Діаметр їхнього ротора 80 метрів, висота башти — 100 метрів.
Можливо відзначити, що район Колобжегу є одним із центрів польської вітроенергетики. Так, у 2013 неподалік від вітроелектростанції Tymien спорудили ВЕС Kukinia.